# Novavax
Novavax ist ein US-amerikanisches Pharmaunternehmen, das auf die Entwicklung von Impfstoffen spezialisiert ist. Es hat seinen Hauptsitz in Gaithersburg in Maryland und zusätzliche Einrichtungen in Rockville (Maryland) und Uppsala (Schweden). Novavax ist an der NASDAQ gelistet.

## Unternehmenshintergrund
Die Produktpipeline des Unternehmens konzentriert sich auf eine Reihe von Infektionskrankheiten mit Impfstoffkandidaten in der klinischen Entwicklung für das Respiratory Syncytial Virus (RSV), die saisonale Grippe, die pandemische Grippe und das Ebola-Virus. Im Jahr 2015 erhielt das Unternehmen einen Zuschuss in Höhe von 89 Millionen US-Dollar von der Bill & Melinda Gates Foundation, um die Entwicklung eines Impfstoffs gegen das Respiratory Syncytial Virus für Kleinkinder durch mütterliche Immunisierung zu unterstützen. 2019 scheiterte die Entwicklung eines Impfstoffes gegen das Respiratory Syncytial Virus allerdings ein zweites Mal.
Novavax forscht auch an einem Impfstoff gegen Influenza namens NanoFlu. Im Januar 2020 erhielt es von der US-Arzneimittelbehörde (FDA) den Fast-Track-Status, um in die Phase-III-Studien einzutreten, die im März 2020 abgeschlossen wurden.
Am 1. März 2023 vermeldete Novavax wegen der in dem Jahr wegbrechenden Einnahmen, dass der Fortbestand der eigenen Geschäftstätigkeit in Frage steht. Eine mit Sanofi im Frühjahr 2024 getroffene finanzielle Vereinbarung mit einem  Volumen von bis zu 1,2 Milliarden US-Dollar, einschließlich einer sofortigen Zahlung von 500 Millionen US-Dollar hat Novavax geholfen, die finanziellen Unsicherheiten zu überwinden und die zuvor bestehende Going Concern-Warnung zurückzuziehen.

## Impfstoff gegen das Coronavirus
Im Januar 2020 kündigte Novavax die Entwicklung eines Impfstoffkandidaten mit dem Namen NVX-CoV2373 zur Hemmung von SARS-CoV-2 an, der im Wettbewerb mit Dutzenden anderer Unternehmen um die Entwicklung eines Impfstoffs steht. Es handelt sich hierbei um einen Proteinimpfstoff mit einem neuartigen Matrix M1 genannten Adjuvans. Im März 2020 kündigte Novavax eine Zusammenarbeit mit Emergent BioSolutions für die präklinische und frühe Humanforschung an dem Impfstoffkandidaten an. Im Rahmen der Partnerschaft wird Emergent BioSolutions den Impfstoff in ihrem Werk in Baltimore im großen Maßstab herstellen. Im Juli 2020 erhielt Novavax dafür 1,6 Milliarden US-Dollar von der amerikanischen Regierung. Bis Anfang 2021 sollten 100 Millionen Impfdosen produziert werden. Die Europäische Kommission schloss am 4. August 2021 mit Novavax einen Vertrag über die Lieferung von bis zu 100 Millionen Impfstoffdosen, mit einer Option auf weitere 100 Millionen Dosen. Verhandlungen dazu reichen bis wenigstens Anfang 2021 zurück.
Die Europäische Arzneimittel-Agentur EMA hat im November 2021 mit der Bewertung eines Antrags auf bedingte Zulassung von Nuvaxovid (NVX-CoV2373) von Novavax begonnen. Am 20. Dezember 2021 wurde der Impfstoff durch die EMA zur Freigabe empfohlen. Die Zulassung durch die Europäische Kommission folgte am gleichen Tag.
Daten zeigten, dass der 73,5-fache Anstieg des Antikörperspiegels nach einer dritten Dosis mit dem Novavax-Impfstoff höher war als bei den Auffrischungsdosen mit den Impfstoffen von Pfizer/Biontech und Moderna (mRNA-Impfstoffe), die den Antikörperspiegel um das 25- bzw. 37-fache erhöhten. Der Impfstoff zeigte auch Wirksamkeit gegen die Omikron-Variante von SARS-CoV-2.

## Partnerschaft mit Sanofi
Im Mai 2024 unterzeichnete Novavax einen Kooperationsvertrag mit Sanofi, dessen auf dem von GlaxoSmithKline (GSK) zugekauften Adjuvans AS03 basierender COVID-19-Impfstoff sich am Markt nicht durchsetzen konnte. Sanofi wird ab 2025 in weiten Teilen der Welt die Vermarktung des Covid-19-Impfstoffs von Novavax, der in Europa unter dem Namen Nuvaxovid vertrieben wird, übernehmen und darf darüber hinaus in Zukunft das darin enthaltene und von Novavax patentierte Adjuvans Matrix-M, ein ISCOM aus Seifenrindenbaumextrakt und Lipiden, für die Entwicklung eigener Produkte verwenden. Die Notwendigkeit, ein Adjuvans vom Mitbewerber GSK zu beziehen, fällt somit weg. Sanofi wird zudem Anteilseigner von Novavax. Da sowohl Novavax als auch Sanofi an ähnlichen Produkten arbeiten, das sind adjuvantierte Influenza-Subunit-Impfstoffe sowie ein Kombinationsimpfstoff gegen Influenza und Covid-19, können durch die Bündelung Synergien und die jeweils fortgeschrittenere Technologie genutzt werden, zumal Sanofi bereits seit längerer Zeit Erfahrung und eine starke Marktposition im Bereich der Influenza-Impfstoffe hat. Novavax beabsichtigt im Zuge dessen seine Produktionsstätte im tschechischen Bohumil an Novo Nordisk zu veräußern, die bisher das Antigen für seinen Covid-19-Impfstoff hergestellt hat, gleich wie beim nunmehr aufgegebenen Covid-19-Impfstoff von Sanofi mittels eines Baculoviren-Vektors.